# Zacharias Stenglin

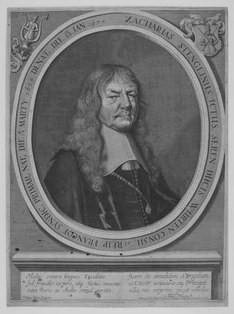
Zacharias Stenglin * 1604, † 1674, promovierter Jurist und Stadtsyndikus von Frankfurt am Main

Zacharias Stenglin (* 4. März 1604 in Augsburg; † 18. Januar 1674 in Frankfurt am Main) war ein promovierter Jurist beider Rechte und Stadtsyndikus.

## Herkunft
Er stammte aus dem alten süddeutschen Patriziergeschlecht Stenglin. Seine Eltern waren Christoff Stenglin der ältere (1565–1638), Ratsherr in Augsburg, und Judith Bachmayer (1570–1625). Stenglin wurde in Augsburg als zehntes von insgesamt 16 Kindern geboren.

## Ausbildung
Ab 1615 ging er in das damals berühmte Gymnasium nach Lauingen. Sein Studium der Jurisprudenz nahm er 1617 in Straßburg auf. Weiterhin studierte er in Tübingen, 1621 in Jena und anschließend in Leipzig und Wittenberg um 1623 nach Straßburg zurückzukehren. 1624 bis 1628 unternahm er eine Reise durch Holland, England, Frankreich, Schweiz und Italien. Im Januar 1629 erwarb er die Doktorwürden in Tübingen.

## Leben
Am 5. Juni 1629 heiratete er Anna Maria Oesterreicher, die jedoch zwei Tage nach der Geburt der Tochter Maria Philippina (* 27. Juni 1631) im Wochenbett starb. Als Gesandter der Stadt Augsburg reiste Stenglin 1630 zum Kurfürsten von Sachsen. 
Im April 1632 bemächtigte sich König Gustav II. Adolf von Schweden kampflos der Stadt Augsburg. Mit anderen Gesandten wurde Zacharias Stenglin zum König geschickt, um die Übergabe auszuhandeln. 1635, als die Stadt belagert wurde, handelte er als einer der Gesandten den löwenbergischen Accord mit General Lieutenant Graf Matthias Gallas aus.
1637 wurde er als Stadtsyndikus in die Reichsstadt Frankfurt berufen. Für die Stadt Frankfurt nahm er an diversen Städtetagen und Kreis- und Reichstagen teil, war Gesandter am Kurfürstlichen Hof in Würzburg. Als Stadtsyndikus für Frankfurt am Main nahm er an dem Friedenskongress zu Osnabrück teil und wurde dabei auch zur Wahrnehmung der Interessen seiner Vaterstadt veranlasst. Ebenso nahm er an dem Nürnberger Exekutionstag teil. Der Herzog von Württemberg ernannte ihn 1651 zu seinem Rat.